# Nexen Tire

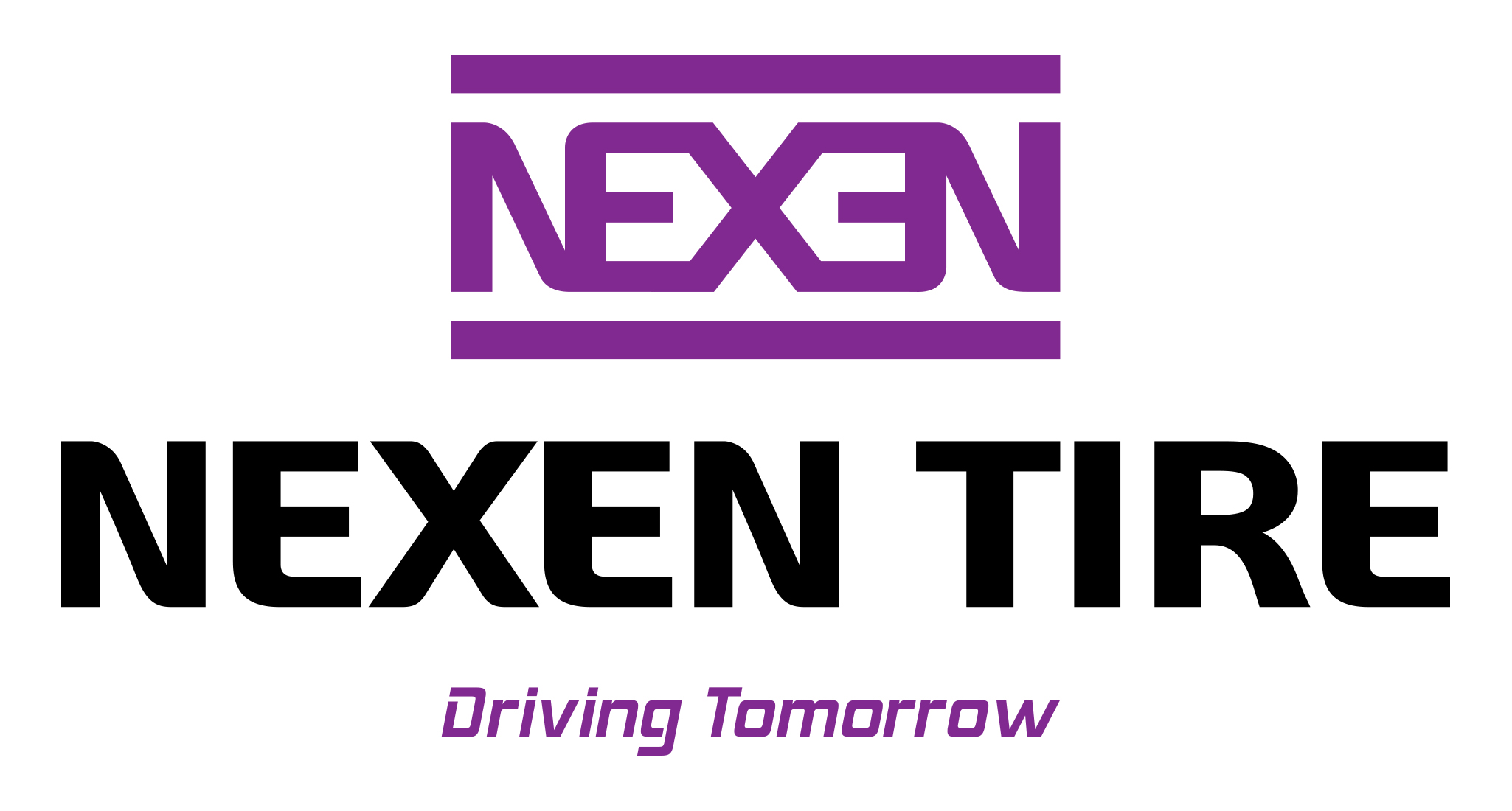

Nexen Tire é um companhia industrial sul coreana que atua no ramo de material sintético.

## Produtos
- N2000, N3000, N5000, N6000, N7000, e N8000, N9000, NFERA SU1, NFERA SU4, NFERA SUR4 NFERA RU5, NBLUE HD, NBLUE HD Plus, NBLUE Eco, CP661, Capitol[1]